# Sarentino
Sarentino (en alemán Sarntal) es una localidad y comune italiana de la provincia de Bolzano, región de Trentino-Alto Adigio, con 6.863 habitantes. Pertenece al comprensorio del Salto-Sciliar. Con el mismo nombre se indica el valle homónimo. La sede comunal se encuentra en la homónima frazione (en alemán Sarnthein).

## Evolución demográfica
| Gráfica de evolución demográfica de Sarentino entre 1861 y 2001 |
|                                                                 |
| Fuente ISTAT - elaboración gráfica de Wikipedia                 |